# Sigma Puppis
Sigma Puppis, eller Hadir, är en spektroskopisk dubbelstjärna och pulserande ellipsoidisk variabel (ELL) i stjärnbilden Akterskeppet. 
Stjärnan är också en långsam irreguljär variabel (LB) och förmörkelsevariabel av Beta Lyrae-typ (EB).
Stjärnan har en visuell magnitud som varierar 3,23-3,27 med en ungefärlig period av 258 dygn.